# Ponte Yavuz Sultan Selim
A ponte Yavuz Sultan Selim (em turco:  Yavuz Sultan Selim Köprüsü) é uma ponte para o trânsito de veículos ferroviários e rodoviários sobre o estreito de Bósforo, ao norte de duas pontes suspensas existentes em Istambul, Turquia. Foi inicialmente denominada Terceira Ponte do Bósforo (com a Ponte do Bósforo sendo a Primeira Ponte do Bósforo e a Ponte Fatih Sultan Mehmet a Segunda Ponte do Bósforo). A ponte está localizada perto da entrada do Mar Negro no Bósforo, entre Garipçe (em Sarıyer) no lado europeu e Poyrazköy (em Beykoz)no lado asiático.
A cerimônia de lançamento da pedra fundamental foi realizada em 29 de maio de 2013. A ponte foi aberta ao tráfego em 26 de agosto de 2016.
Com 322 metros de altura, a ponte é uma das pontes mais altas do mundo. É, depois do Viaduto Millau, a segunda ponte mais alta do mundo de qualquer tipo. A ponte é também uma das pontes suspensas mais largas do mundo, com 58,4 metros de largura.

## Projeto
A ponte faz parte do projeto de 260 quilômetros da Auto-estrada Marmara do Norte (em turco:  Kuzey Marmara Otoyolu), que irá contornar áreas urbanas de Istambul ao norte, ligando Kınalı, Silivri a oeste e Paşaköy, Hendek a leste. A ponte tem 58,4 metros de largura, com 2.164 metros de comprimento e um vão principal de 1.408 metros. O vão principal é a nona ponte suspensa mais longa do mundo.
Projetada pelo engenheiro suíço Jean-François Klein (líder do projeto) e pelo engenheiro estrutural francês Michel Virlogeux da T-ingénierie (uma empresa sediada em Genebra), é uma ponte rodoferroviária. Ela transporta quatro pistas de rodovia e uma linha de trem em cada direção. A construção foi realizada por um consórcio da empresa turca İçtaş e pela empresa italiana Astaldi, que venceu a licitação para construir a estrutura em 30 de maio de 2012. O custo orçado da construção da ponte foi de 4,5 bilhões liras turcas (aproximadamente 2,5 bilhões de dólares em março de 2013). A construção estava originalmente prevista para ser concluída em 36 meses com a data de abertura prevista para o final de 2015.
 Em 29 de maio de 2013, o primeiro-ministro Recep Tayyip Erdoğan orientou a equipe de gerenciamento da construção para concluir a construção dentro de 24 meses e projetou uma data de inauguração para 29 de maio de 2015.
O pedágio da ponte está definido em 9,90 liras turcas, entre as saídas da auto-estrada Odayeri e Paşaköy. Espera-se que pelo menos 135.000 veículos usem a ponte diariamente em cada direção. A Ministra dos Transportes e Comunicações, Binali Yıldırım, declarou que da área total a ser nacionalizada para o projeto da ponte, 9,57% eram de propriedade privada, 75,24% eram florestas e os 15,19% restantes já eram terras estatais.
Em junho de 2018, no decorrer da crise cambial e da dívida turca, a Bloomberg anunciou que a Astaldi, uma empresa multinacional de construção italiana, estava preparada para vender sua participação no projeto emblemática da Ponte Yavuz Sultan Selim por US$ 467 milhões. O projeto não conseguiu cumprir as projeções, fazendo com que Ancara aumentasse a receita das operadoras dos cofres do Tesouro, e desde o início de 2018 os parceiros da joint venture buscaram uma reestruturação de US $ 2,3 bilhões da dívida dos credores. Em 30 de julho de 2018, o ICBC da China está autorizado como regulador principal a refinanciar o empréstimo atual de US$ 2,7 bilhões para a ponte.

## História da construção

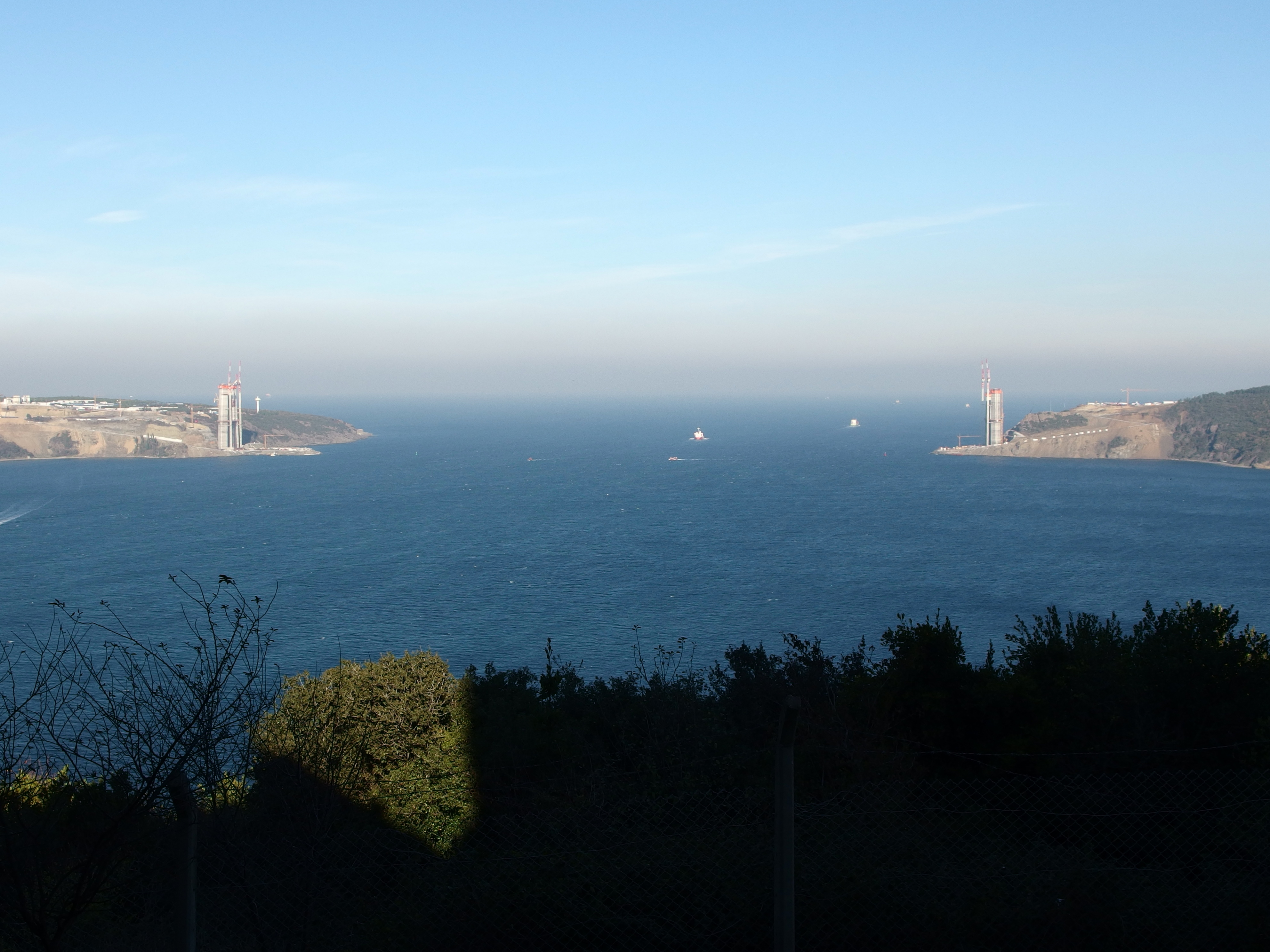
Ponte Yavuz Sultan Selim (em turco: Yavuz Sultan Selim Köprüsü).

Os planos para uma terceira ponte do Bósforo foram aprovados pelo Ministério dos Transportes em 2012. A construção do projeto foi concedida ao consórcio İçtaş- Astaldi em 29 de maio de 2012.
A construção da ponte começou oficialmente em uma cerimônia realizada em 29 de maio de 2013, o dia do aniversário da conquista de Constantinopla em 1453. A cerimônia contou com a presença do então presidente do Estado, Abdullah Gül, do primeiro-ministro Recep Tayyip Erdoğan e de vários altos funcionários. Erdoğan instou a equipe de gerenciamento de construção para concluir a construção dentro de 24 meses e definiu a data de abertura para 29 de maio de 2015.
O trabalho foi temporariamente interrompido em julho de 2013, depois que ficou evidente que o local estava errado mas somente após a remoção de milhares de árvores. A ação, anunciada em papelada solicitada por uma mudança no plano escrita pelo diretor-geral da State Highways, Mehmet Cahit Turhan em 11 de junho de 2013, diz que "é apropriado cancelar o plano de construção atual devido à necessidade de fazer uma revisão, que resultou de alterações do projeto de rota". Tanto o ministério quanto a construtora negaram qualquer mudança na localização do canteiro de obras.
Os preços das terras no norte, menos urbanizadas em ambos os lados do Bósforo subiram na expectativa de um boom de urbanização, graças à nova conexão, de acordo com Ekumenopolis, um documentário de 2010 sobre a área. A eficácia da proclamada meta de aliviar o congestionamento do tráfego foi contestada, alegando que "o projeto é pouco mais do que um artifício para abrir para terras de desenvolvimento que há muito foram protegidas por lei". As áreas verdes e pântanos em questão produzem a maior parte da água potável para a cidade, e são consideradas por muitos como "essenciais para a sustentabilidade ecológica e econômica de Istambul, e uma possível poluição das águas subterrâneas provocaria o colapso da cidade". Em 1995, Erdoğan, então prefeito de Istambul, declarou que uma terceira ponte significaria "o assassinato da cidade".

Em 5 de abril de 2014, por volta das 21:00, hora local, ocorreu um acidente fatal durante a construção da estrada de ligação à ponte no lado asiático do Bósforo, perto de Çavuşbaşı, Beykoz. Três trabalhadores foram mortos e outro foi ferido ao caírem de andaimes de 50 metros de altura enquanto o concreto era entornado em um viaduto.

## Nomeação

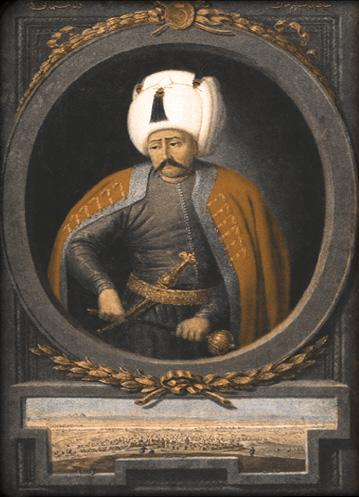
9º Sultão do Império Otomano, Selim I (1470-1520)

O nome da ponte foi anunciado pelo presidente Abdullah Gül na cerimônia de inauguração da ponte Yavuz Sultan Selim, em homenagem ao sultão otomano Selim I (c. 1470–1520), que expandiu o Império Otomano para o Oriente Médio e Norte da África em 1514-1517 e obteve o título de califa do Islã para a dinastia otomana após sua conquista do Egito em 1517. Ele foi apelidado de Yavuz, tradicionalmente traduzido como "sombrio", mas mais próximo de "severo" ou "implacável" no significado.
A escolha do nome da ponte levou a protestos de alevitas na Turquia por causa do suposto papel do sultão Selim I na perseguição otomana aos alevitas. Após a Rebelião de Şahkulu (1511) na Anatólia, e a Batalha de Chaldiran (1514) no noroeste do Irã, durante a qual os guerreiros Qizilbash dos Alevis no leste da Anatólia (que aderem à seita xiita do Islã) tomaram o Xá Ismail I dos safávidas persas, o vitorioso Selim, ordenou o massacre dos qizilbash, a quem considerou traidores e hereges.

## Cerimônia de abertura
A cerimônia de abertura no dia 26 de agosto de 2016 contou com a participação do primeiro-ministro búlgaro Boyko Borisov, do presidente da Bósnia e Herzegovina Bakir Izetbegović, do presidente da Macedônia Gjorge Ivanov, do rei do Bahrein Hamad bin Isa Al Khalifa e do presidente do Estado autodeclarado do Chipre do Norte Mustafa Akıncı. Além disso, o ministro-chefe de Punjab (Paquistão) Shahbaz Sharif, o vice-primeiro-ministro da Sérvia Rasto Ljajić, Sandžak Bosniak, o primeiro vice-primeiro-ministro da Geórgia, Dimitri Kumsishvili, e oficiais do alto escalão do Azerbaijão também participaram da cerimônia de abertura. Os discursos foram proferidos pelo presidente turco Recep Tayyip Erdoğan e pelo primeiro-ministro Binali Yıldırım .

## Galerias

### Durante a construção

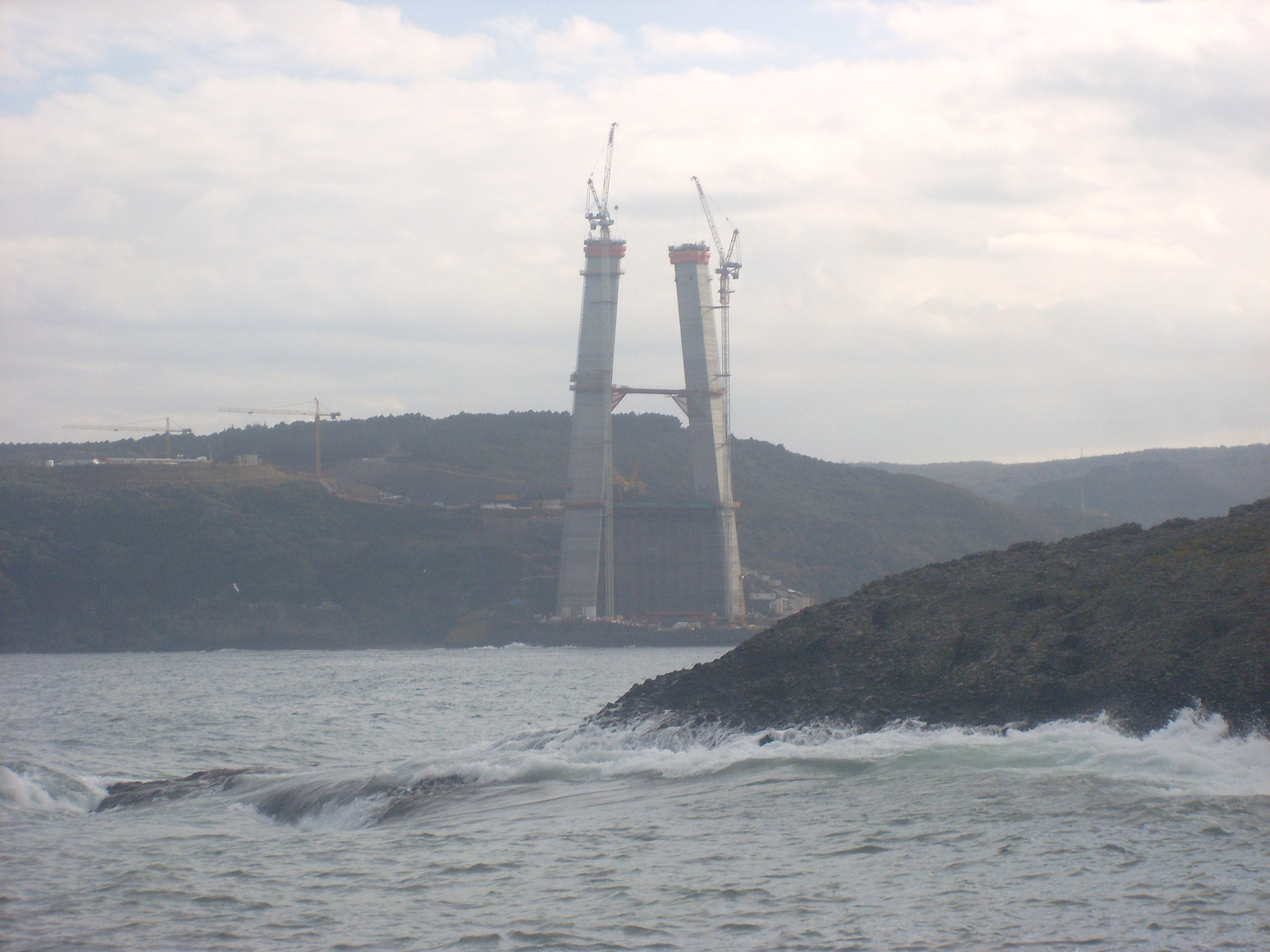
Pilares de Poyrazköy (vistos de Garipçe, Sarıyer em janeiro de 2014)
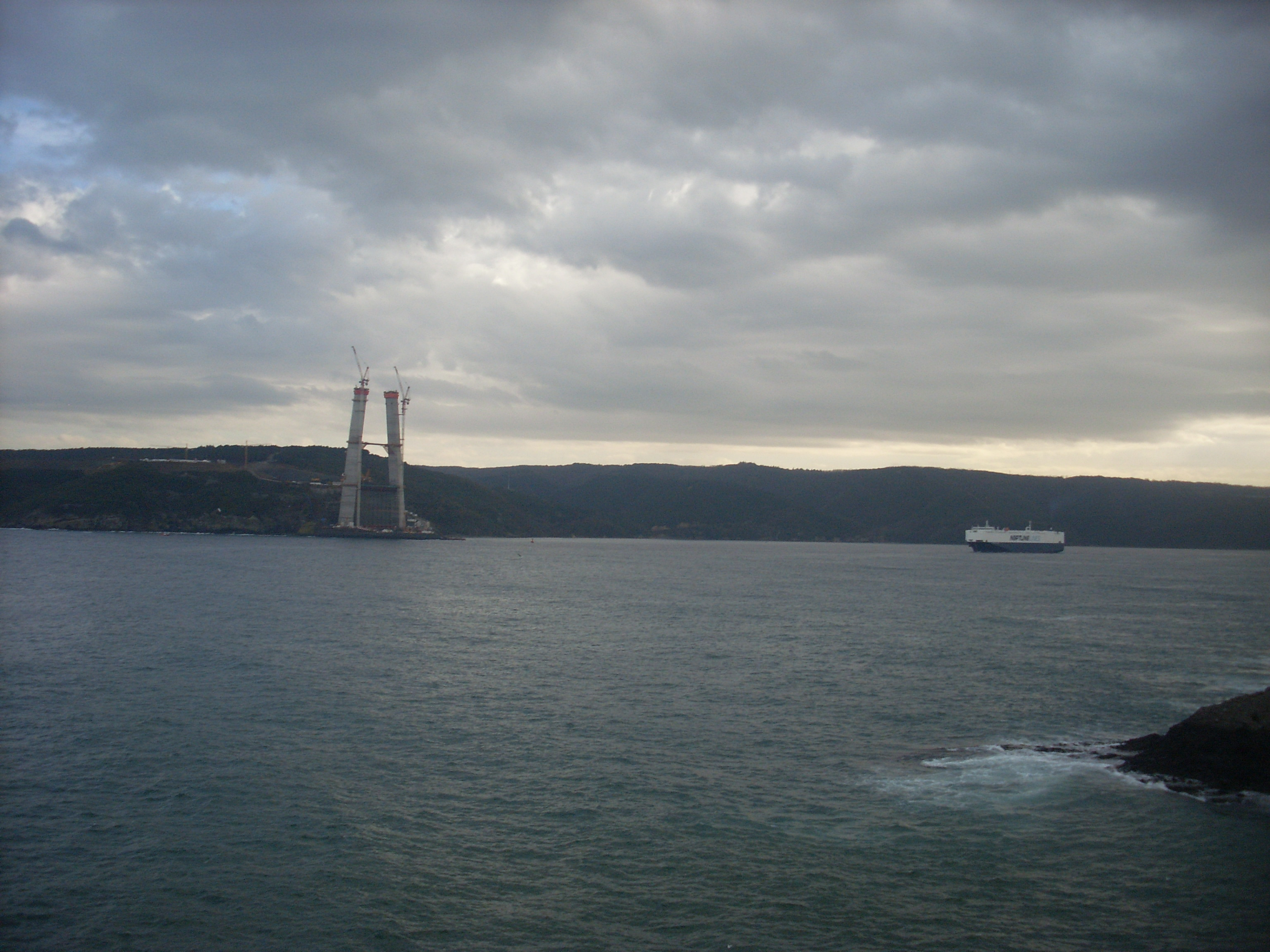
Pilares de Poyrazköy (vistos de Garipçe em janeiro de 2014)
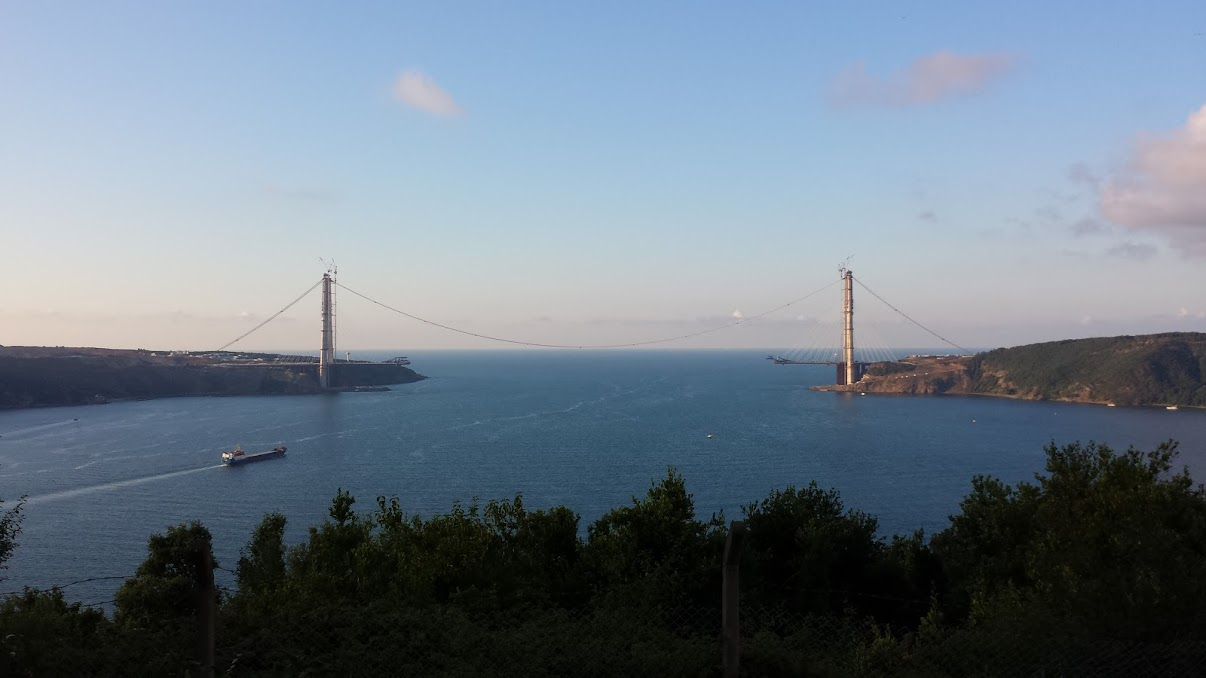
Vista de Anadolu Kavağı, julho de 2015
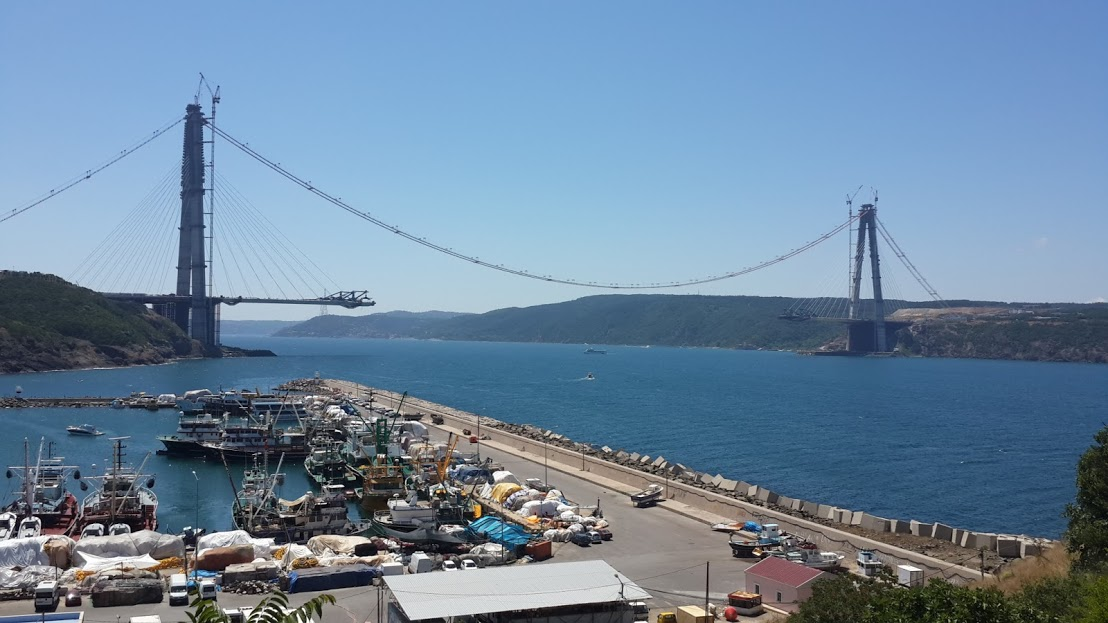
Vista de Poyrazköy, julho 2015

### Após a conclusão

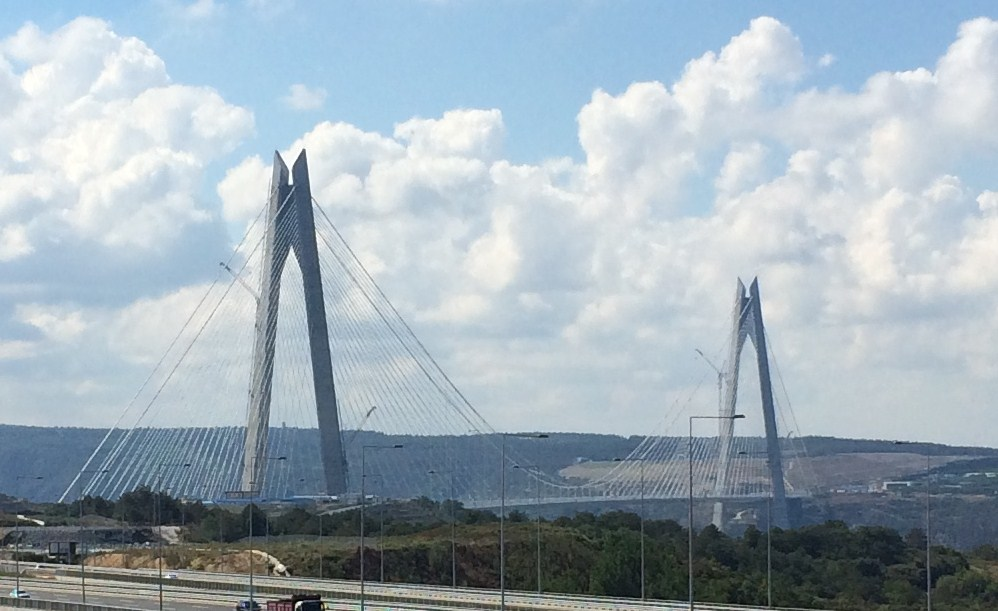
A ponte vista da estrada de Poyrazköy
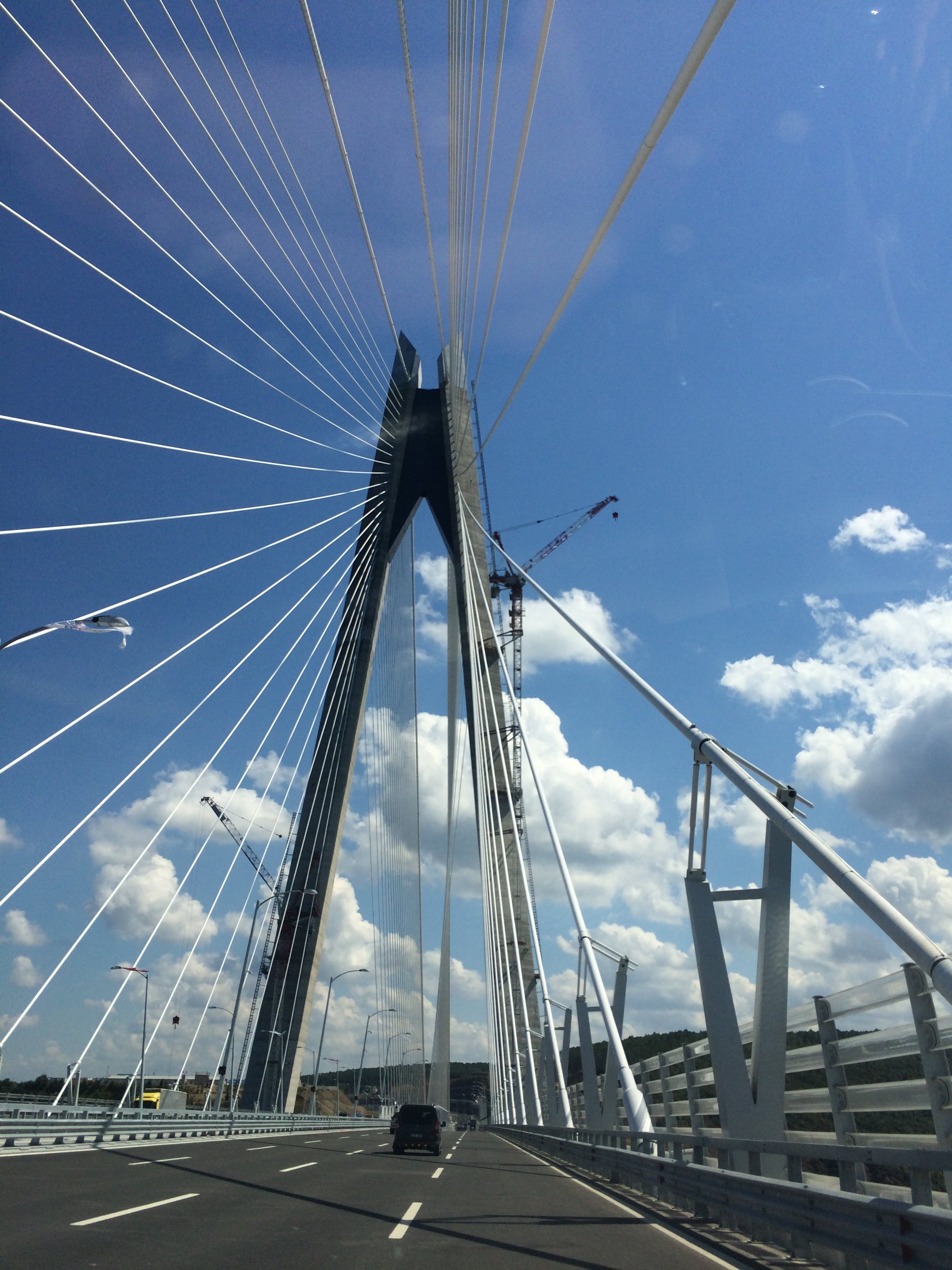
Pilar de Poyrazköy
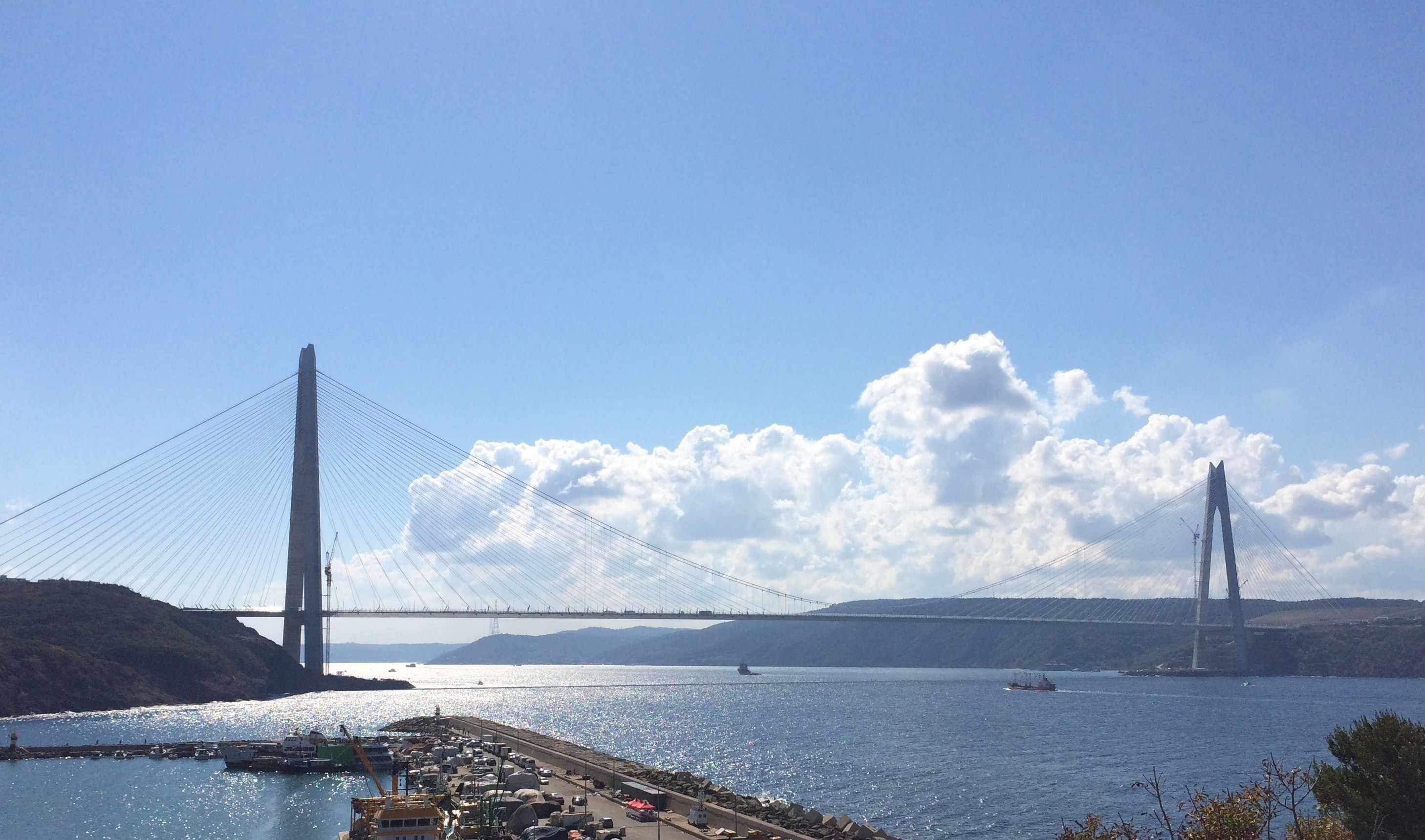
A ponte vista de Poyrazköy
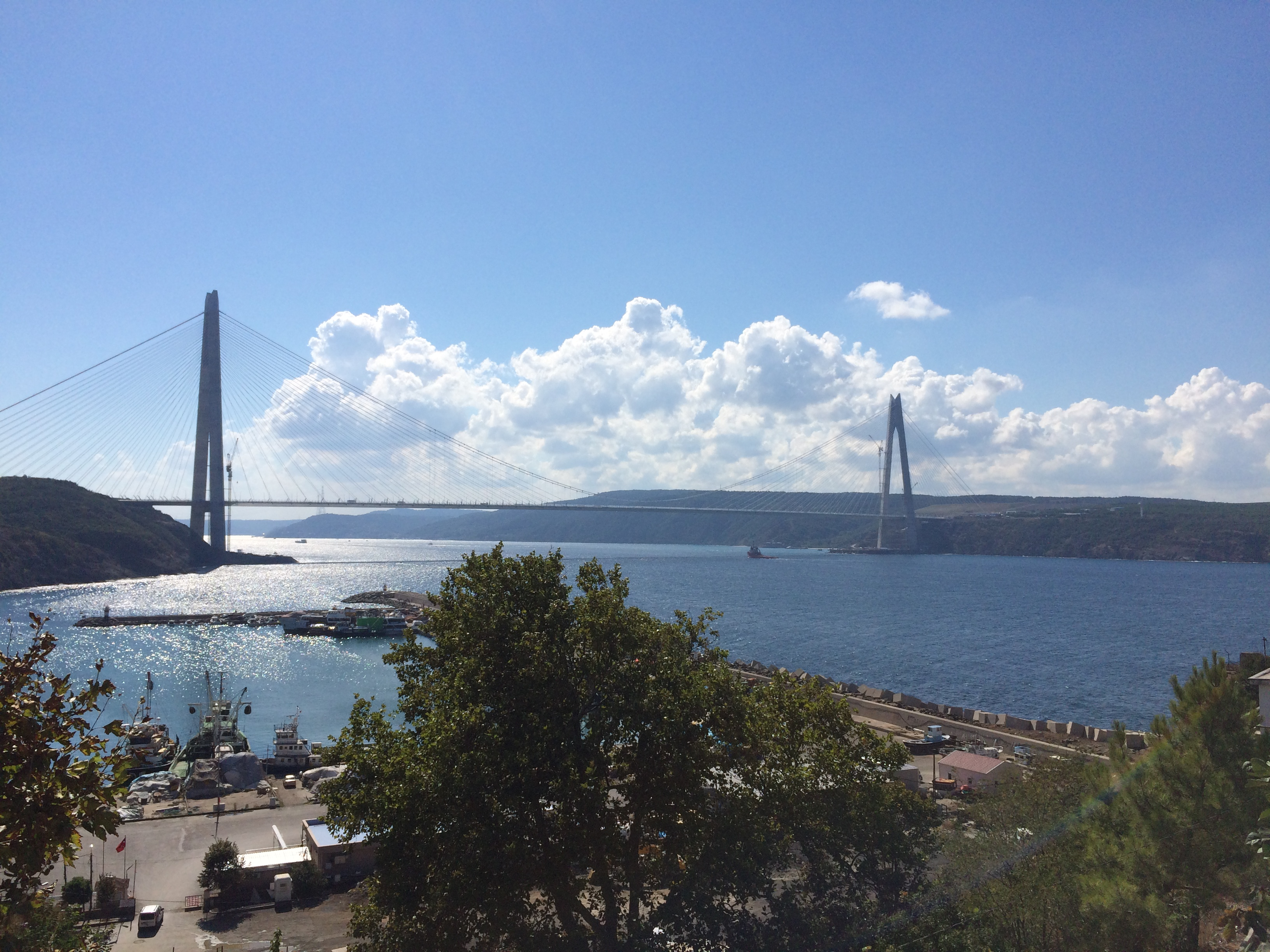
A ponte vista de Poyrazköy
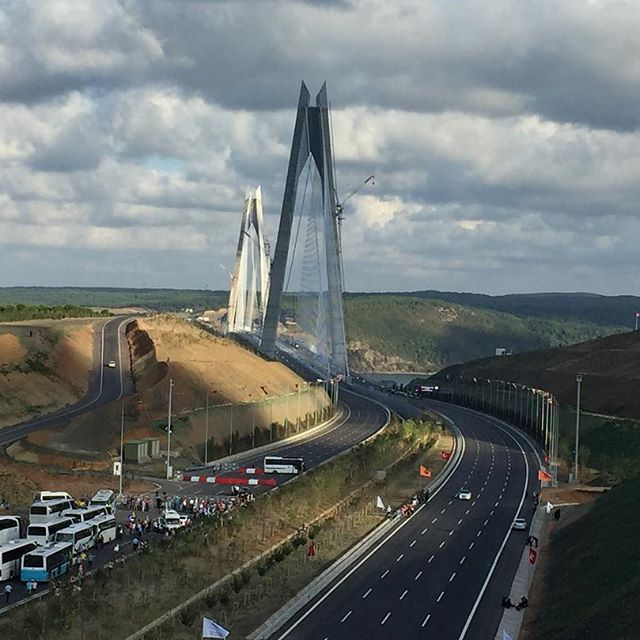

## Fonte
- Gürsoy, Defne; Ugur Hüküm. Istanbul: Emergence d'une société civile. [S.l.: s.n.] ISBN 978-2746707979